# Station Ryjewo
Station Ryjewo is een spoorwegstation in de Poolse plaats Ryjewo.